# Pochazoides quinquemaculata
Pochazoides quinquemaculata är en insektsart som beskrevs av Schmidt 1905. Pochazoides quinquemaculata ingår i släktet Pochazoides och familjen Ricaniidae. Inga underarter finns listade i Catalogue of Life.